# كونفدرالية جنهان
كونفدرالية جنهان هي كونفدرالية مكونة من عدد من المشيخات، والتي وجدت منذ القرن الأول قبل الميلاد إلى قرابة القرن الرابع بعد الميلاد، وبالتحديد في جنوبي شبه جزيرة كوريا، في الشرق من وادي نهر ناكدونغ، في مقاطعة غيونغسانغ. جنهان هي إحدى كونفدراليات سامهان (وتعرف باسم «دول الهان الثلاثة») بالإضافة إلى كونفدرالية بيونهان، وكونفدرالية ماهان. الواضح من الأمور أن جنهان نشأت من مملكة جن في جنوبي كوريا، ولكن أراضيها سقطت في أملاك دولة شلا، وهي إحدى ممالك كوريا الثلاث.

## التاريخ
جنهان كغيرها من كونفدراليات سامهان، نشأت نتيجة الفوضى والهجرات التي أعقبت سقوط غوجوسون في سنة 108 قبل الميلاد.

## الثقافة
علاقة جنهان بسابقتها مملكة جن غير واضحة، مع أن السجلات الصينية مثل «سان غو تشي» يزعم أن جن وجنهان ليسا إلا دولة واحدة، في حين يصف سجل آخر مملكة جن بأنها سلف كونفدراليات سامهان كلها. تشاركت بيونهان وجنهان نفس الثقافة مع اختلاف في التقاليد الدينية، ولكنها لم تكن مفصولة بحدود واضحة.
ادعى البعض أنهم خليفة للمهاجرين من سلالة تشين، وأنهم هربوا من سياسات العمل القسرية، إلى كونفدرالية ماهان والتي أعطتهم الأراضي الشرقية. هذه الكونفدرالية عرفت باسم تشنهان أيضاً (秦韓). كمهاجرين فإن الملوك يجب أن يكونوا من شعب ماهان، وذلك وفقاً للعديد من الكتب التاريخية الصينية. مع ذلك فإنه لا يوجد أي دليل أثري آخر لإثبات هذا الأمر.

## الدويلات
وفقاً لكتاب «سان غو تشي»، فإن جنهان تكونت من تحالف 12 دويلة عدد سكانها يختلف بين 600 عائلة إلى 5000 عائلة، وهي مقسمة بدورها من 6 دويلات:
- دولة سارو (بالهانغل: 사로국 | بالهانجا: 斯盧國)، أقوى دويلات جنهان، تسمى أيضاً سورابول. في سنة 503، أعيد تسميتها باسم شلا.
- دويلة غجو (بالهانغل: 기저국 | بالهانجا: 己柢國)، ومقرها أندونغ.
- دويلة بلسا (بالهانغل: 불사국 | بالهانجا: 不斯國)، ومقرها تشانغنيونغ.
- دويلة غنغي (بالهانغل: 근기국 | بالهانجا: 勤耆國)، ومقرها بوهانغ أو تشونغدو.
- دويلة نانمرمدونغ (بالهانغل: 난미리미동국 | بالهانجا: 難彌理彌凍國)، ومقرها مريانغ. تعرف باسم مرمدونغ أيضاً.
- دويلة يومهاي (بالهانغل: 염해국 | بالهانجا: 冉奚國)، ومقرها ألسان.
- دويلة غنمي (بالهانغل: 군미국 | بالهانجا: 軍彌國)، ومقرها ساتشون.
- دويلة يودام (بالهانغل: 여담국 | بالهانجا: 如湛國)، ومقرها غنوي.
- دويلة هورو (بالهانغل: 호로국 | بالهانجا: 戶路國)، ومقرها سانغجو.
- دويلة جسون (بالهانغل: 주선국 | بالهانجا: 州鮮國)، ومقرها غيونغسان.
- دويلة مايون (بالهانغل: 마연국 | بالهانجا: 馬延國)، ومقرها مريانغ.
- دويلة وويو (بالهانغل: 우유국 | بالهانجا: 優由國)، ومقرها تشونغدو، أو يونغدوك.

وفقاً لكتاب تاريخ الممالك الثلاث، فإن مملكة شلا (ومقرها مدينة غيونغجو في وقتنا الحالي)، أسست على يد باك هيوكغوسي في سنة 57 قبل الميلاد، والذي وحد ستة عشائر من جنهان تحت حكمه. السجلات قليلة ومتضاربة فيما يخص العلاقة بين جنهان، وسارو، وسورابول، ومملكة شلا.
معلومات قليلة تعرف عن حياة شعب جنهان. الدين الذي يطغى عليهم هي الشامانية، والتي لعبت دوراً مهماً في السياسة أيضاً. الزراعة اختصت بشكل رئيسي بالأرز، لكنهم اهتموا أيضاً بتربية الماشية، بما فيها الحصان، والأبقار، والدجاج.

## الموقع
أغلب النظريات تشير إلى أن جنهان تقع في الأرض التي أصبحت فيما بعد تابعة لمملكة شلا، وهي: حوض غيونغجو وشاطئ بحر الشرق. يحد جنهان من الجنوب كونفدرالية بيونهان، وكونفدرالية ماهان ذات المساحة الكبيرة من الغرب. من الشمال فإن المستعمرات الصينية كانت تحدها، بالإضافة إلى الدولة الشاطئية دونغ يي. في المقابل، فإن بعض العلماء يحدد موقع الكونفدرالية بأنها تقع على ضفتي وادي نهر الهان، لتحدها ماهان من الشمال، وبيونهان من الجنوب.